# Venezillo microphthalmus
Venezillo microphthalmus is een pissebed uit de familie Armadillidae. De wetenschappelijke naam van de soort is voor het eerst geldig gepubliceerd in 1932 door Alceste Arcangeli.